# Pieprznikowce
Pieprznikowce (Cantharellales Gäum.) – rząd grzybów z klasy pieczarniaków (Agaricomycetes).

## Charakterystyka
Większość gatunków to naziemne grzyby kapeluszowe o mniej lub bardziej lejkowatym lub trąbkowatym kapeluszu z hymenoforem blaszkowatym, pseudoblaszkowatym (w postaci wąskich listewek) lub gładkim. Wysyp zarodników biały, ochrowy lub żółtawy, zarodniki bezbarwne, gładkie. Do 2020 roku opisano 11 gatunków o maleńkim, bulwkowatym owocniku, będących grzybami naporostowymi (wszystkie w postaci anamorfy).

## Systematyka
Według Index Fungorum bazującego na Dictionary of the Fungi do rzędu Cantharellales należą:
- Aphelariaceae Corner 1970
- Botryobasidiaceae Jülich 1982 – pajęczynowcowate
- Cantharellaceae J. Schröt. 1888 – pieprznikowate
- Ceratobasidiaceae G.W. Martin 1948 – podstawkorożkowate
- Hydnaceae Chevall. 1826 – kolczakowate
- Oliveoniaceae P. Roberts 1998
- Tulasnellaceae Juel 1897 – śluzowoszczkowate
- rodzaje incertae sedis[2]

Nazwy polskie według W. Wojewody z 2003 r.